# Fritz Schulze (Pädagoge)
Fritz Schulze (* 15. Juli 1893 in Neustädtel; † 2. Dezember 1963 in Nürnberg) war ein deutscher Religionspädagoge und Hochschullehrer.

## Leben und Werk
Er war der Sohn des Bergingenieurs  Friedrich Schulze und dessen Ehefrau Flora geb. Knorr. Sein Vater war ein Jahr vor der Geburt des Sohnes als Markscheider und Betriebsassistent in den Dienst des konsortschaftlichen Bergbaus im Schneeberger Bergrevier getreten und wurde später dort höchster Funktionsträger im Montanwesen. Nach der Reifeprüfung am Gymnasium Schneeberg studierte Schulze Theologie und Philosophie an den Universitäten Rostock, Berlin und Leipzig. Er promovierte 1925 zum Dr. phil. und 1928 zum Dr. theol.
Seine Berufslaufbahn begann er als Seminarhilfslehrer in Schneeberg. Schon bald verließ er das Erzgebirge und ging als Lehrer an das Seminar nach Leipzig und dann nach Bautzen. 1926 wurde er in Leipzig zum Studienrat und 1931 zum Privatdozenten ernannt. Er leitete von 1931 bis 1934 die Abteilung für Religionslehrer am Institut für praktische Pädagogik der höheren Schule. 1934 war er vertretungsweise als Professor für praktische Theologie und Pädagogik tätig. Nach dem Zweiten Weltkrieg 1945 verließ er die Universität Leipzig und die Sowjetische Besatzungszone. Er wurde 1948 Dozent an der Augustana-Hochschule Neuendettelsau und später Direktor der Pädagogischen Akademie II in Freiburg im Breisgau.

## Schriften (Auswahl)
- Der Mensch in der Begegnung. Nürnberg 1956.
- Pädagogische Strömungen der Gegenwart. Heidelberg 1958.
- Aufbau einer pädagogischen Psychologie. München 1961.